# Sanu Siva
Sanu Siva foi uma política nepalesa que fez parte do Partido Comunista do Nepal e serviu como membro do 1º Parlamento Federal do Nepal. Nas eleições gerais do Nepal de 2017 ela foi eleita como representante proporcional da categoria Dalit.
Ela faleceu em 2020 devido a complicações de saúde relacionadas aos rins e ao coração. Ela também foi um membro central da Federação Cultural do Povo e cantou mais de 25 canções. Ela deixou um filho e uma filha.